# Port Alsworth
Port Alsworth é uma Região censo-designada localizada no estado americano de Alasca, no Distrito de Lake and Peninsula.

## Demografia
Segundo o censo americano de 2000, a sua população era de 104 habitantes.

## Geografia
De acordo com o United States Census Bureau, a localidade tem uma área de 59,2 km², dos quais 58,8 km² cobertos por terra e 0,4 km² cobertos por água.

## Localidades na vizinhança
O diagrama seguinte representa as localidades num raio de 72 km ao redor de Port Alsworth.